# NGC 2775
NGC 2775 is een spiraalvormig sterrenstelsel in het sterrenbeeld Kreeft. Het hemelobject werd op 19 december 1783 ontdekt door de Duits-Britse astronoom William Herschel.

## Synoniemen
- UGC 4820
- MCG 1-24-5
- ZWG 34.6
- KARA 309
- PGC 25861